# Mog Ruith
Mog Ruith [moɣ Ruθʼ], auch Mug Ruith oder Mogh Ruith, ist der Name einer Sagengestalt aus der keltischen Mythologie Irlands. Er soll ein zauberkundiger Druide gewesen sein. Seine Lebensdaten werden in den Überlieferungen unterschiedlich angegeben.

## Mythologie
Mog Ruith soll nach einer Erzählung aus dem Leabhar Buidhe Lecain („Das gelbe Buch von Lecan“) und dem Leabhar Bhaile an Mhóta („Das Buch von Ballymote“) der blinde Sohn eines irischen Weisen (éces) und einer kriegsgefangenen britannischen Sklavin (cumal) sein. Nach einer Tradierung hat er im 1. Jahrhundert n. Chr. gelebt, nach einer anderen Sage („Die Belagerung von Knocklong“) zur Zeit von Hochkönig Cormac mac Airt im 3. Jahrhundert. Cormac versucht, die Provinz Munster zu erobern, die von König Fiachu Muillethan regiert wird. Er will durch die Anwendung von Magie gewinnen und lässt alle Gewässer austrocknen, worauf König Fiachu Mog Ruith um Hilfe bittet, der die Wasser wieder fließen lässt. Der Invasionsversuch schlägt daher fehl, Fiacha besiegt Cormac bei Knocklong und schenkt Mog Ruith große Ländereien im County Cork, das Mag Féne.
Mog Ruith wird jedoch auch als Zeitgenosse von Éber aus dem Lebor Gabála Érenn („Geschichte der Landnahme Irlands“), 2000 Jahre vorher, genannt. Eine weitere Überlieferung lässt ihn zur Zeit Jesu von Nazaret in Jerusalem leben. Die Zauberkunst lernt er einerseits bei irischen Druiden, andrerseits bei dem aus der Apostelgeschichte des Neuen Testaments bekannten samaritanischen Zauberer Simon Magus. Da Mog Ruith sich als einziger bereit erklärt, Johannes dem Täufer den Kopf abzuschlagen, bringt er durch diese Tat einen Fluch über Irland, das daraufhin von Kälte, Hungersnot und Krankheit heimgesucht wird.
Mog Ruith baute in Jerusalem unter der Anleitung von Simon Magus eine Flugmaschine, roth rámach, das „geruderte Rad“, was ebenfalls seinen Namen erklären könnte. Seine Tochter ist die zauberkundige Druidin Tlachtga, die von Simon Magus’ drei Söhnen vergewaltigt und geschwängert wird. Nach ihrem Tod bei der Geburt der drei Kinder wird ein Hügel im County Meath, wo sich ihr Grab befinden soll, nach ihr benannt.
Der Name Mog Ruith soll sich von einem König Roth mac Riguill ableiten und „Diener des Roth“ bedeuten; einer zweiten Deutung nach kommt es von Magus Rotarum („Rad-Zauberer“), als solcher soll er aus dem Lauf von Rädern weissagen können. Eine dritte Version „Sklave des Rades“ ist bisher unbelegt.